# 카르노 기관
카르노 기관(Carnot engine)이란 이상 기체를 작동 유체로 사용하는 열기관이다. 카르노 기관은 단원자 이상기체를 사용하는 것을 기본적인 전제로 한다. 또한 가상의 기관이므로 분자간의 마찰이 없고, 열기관을 작동하는데 외부로 손실되는 열도 존재하지 않는다고 가정하여 열기관 중에서 최대의 효율을 끌어낼 수 있다. 프랑스의 공학자 니콜라 레오나르 사디 카르노가 고안해낸 가장 이상적인 열기관이다.

## 카르노 기관
열기관은 주위에서 열에너지를 끄집어내어 일을 수행하는 장치이다. 이때 모든 열기관의 핵심은 작동물질이다. 증기기관에서는 증기나 액체 형태의 물이 작동물질이다. 자동차 엔진에서는 휘발유와 공기의 혼합물이 작동물질이다. 만일 열기관이 지속적으로 일을 하려면 작동물질은 순환 작동되어야 한다. 즉, 작동물질은 각 상태가 반복되는 순환과정이라고 불리는 열역학적 순환과정을 거쳐야 한다.
이상기관은 열로써 일을 할 때 원리적으로는 최상의 기관이다. 카르노는 놀랍게도 열역학 제1법칙이나 엔트로피의 개념의 발견되기 이전에 이 기관의 성능을 분석하였다.
다음 그림은 카르노 기관의 작동 개요이다. 한 번의 순환과정 동안 작동물질은 높은 온도 T2인 열저장체에서 열 Q2를 흡수하며 낮은 온도 T1인 열저장체로 열 Q1을 방출한다.

## 카르노 기관과 열 효율
카르노 기관은 이상기체를 사용하는 가상의 이상적인 기관이다. 그러므로 외부로 손실되는 열이 없기 때문에 실제로 존재하는 열기관들에 비해서 열효율이 높다. 카르노 기관의 열 효율이 1, 즉 100%가 되기 위해서는 고온부의 온도인 T2의 온도가 무한대로 상승하거나 저온부의 온도인 T1의 온도가 0에 가까워져야 한다. 그러나 고온부와 저온부의 온도가 그렇게 될 수 없으므로 카르노 기관의 열 효율은 1이 될 수 없다. 이를 바탕으로 실존하는 열 기관은 모두 카르노 기관보다 열 효율이 좋지 않고, 카르노 기관은 열효율이 1보다 낮다는 것을 알 수 있으며, 이는 '열효율이 1인 기관은 존재하지 않는다.'라는 것을 증명하는 방법이 될 수 있다.
{\displaystyle e=1-(T_{1}/T_{2})}

## 카르노 순환

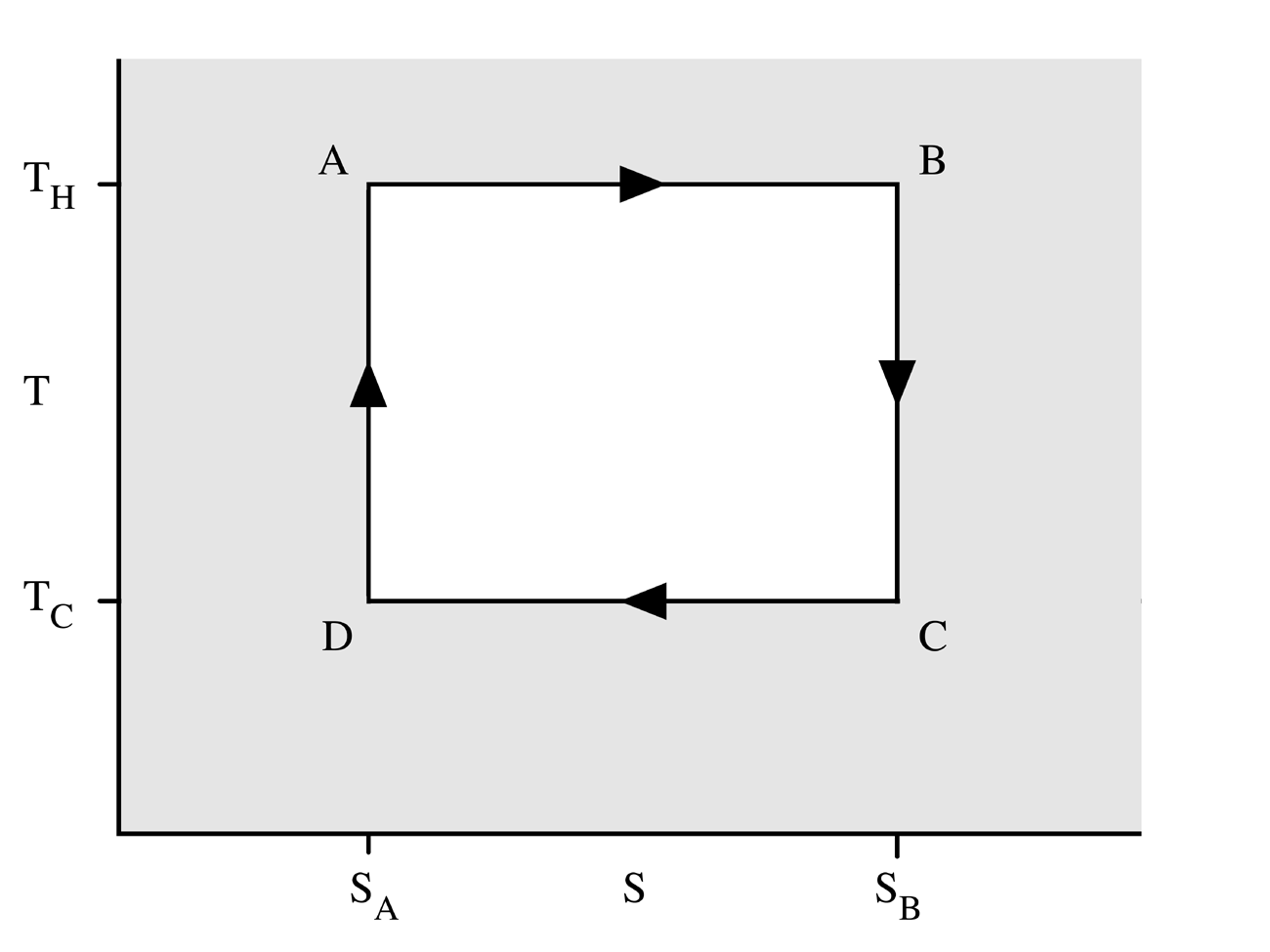
카르노 기관의 온도-엔트로피 그래프

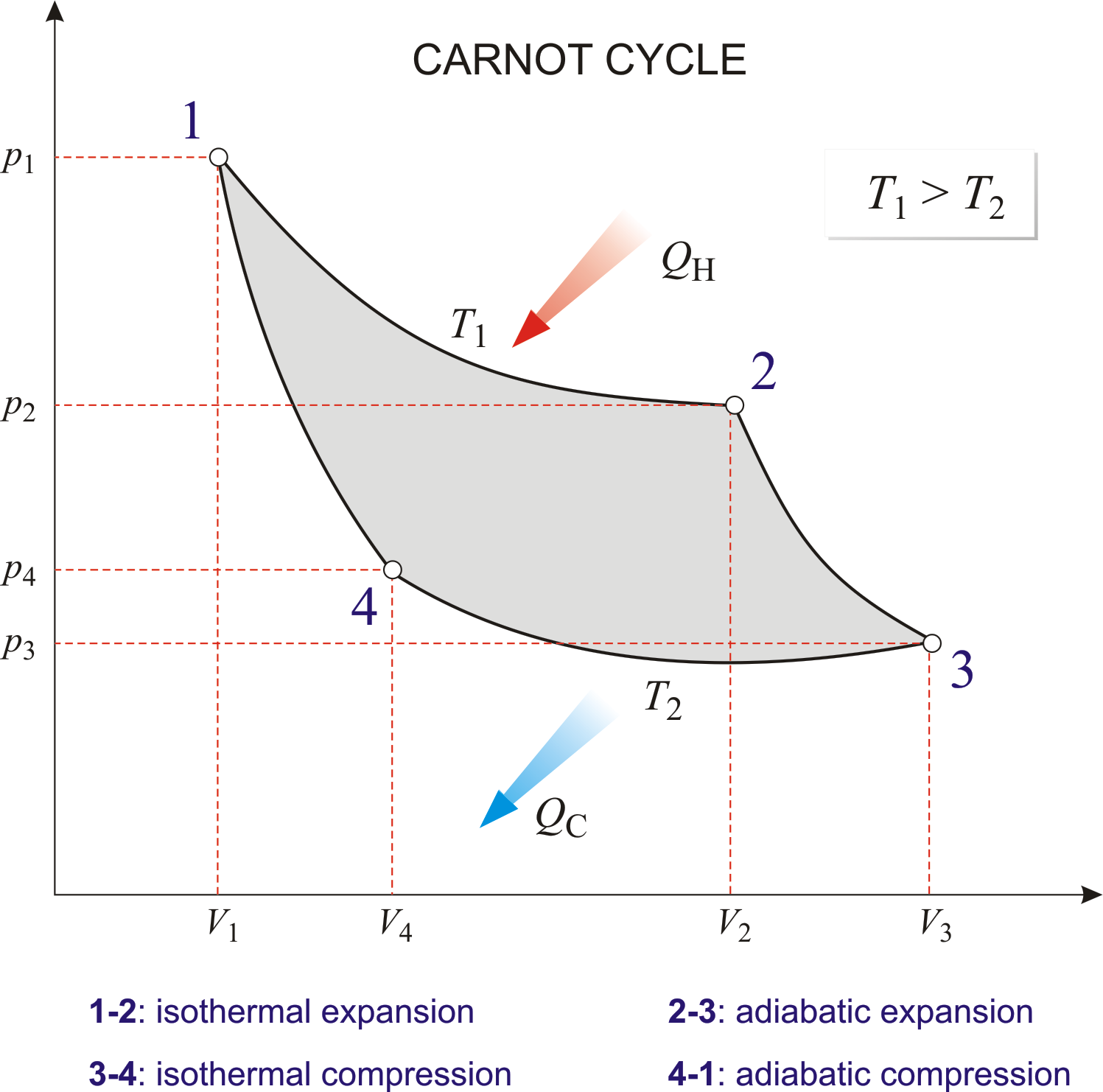
카르노 사이클

1. 등온 팽창(1-2) - 고온 {\displaystyle T_{1}}로 유지되는 열저장체에서 기체가 열을 흡수한다. 기체는 팽창하여 주변에 일을 하고 기체의 팽창은 고온부로부터의 열에너지 {\displaystyle Q_{2}}와 엔트로피 {\displaystyle S_{2}=Q_{2}/T_{1}}의 흡수에 의해서 촉발된다.
2. 단열 팽창(2-3) - 기체가 단열팽창하며 온도가 {\displaystyle T_{1}}가 {\displaystyle T_{2}}으로 낮아진다. 엔트로피는 변하지 않는다.
3. 등온 압축(3-4) - 저온 {\displaystyle T_{2}}으로 유지되는 열저장체에 기체가 열을 버린다. 기체가 저온부에 노출되고 기체는 주변으로부터 일을 받아 압축된다. 기체로부터 열에너지 {\displaystyle Q_{1}}와 엔트로피 {\displaystyle S_{1}=Q_{1}/T_{2}}이 빠져나간다.
4. 단열 압축(4-1) - 기체를 원래의 온도 {\displaystyle T_{1}}로 올린다.

1단계와 3단계에서는 고온에서 열을 흡수하고 저온에서 열을 버림으로써 열의 낙하가 일어난다. 기체는 1단계에서 팽창하면서 한 일이 3단계에서 압축되면서 받는 일보다 많으며, 2단계에서 한 일과 4단계에서 받은 일의 양은 거의 상쇄된다. 따라서 한 번 순환할 때마다 열이 고온에서 저온으로 떨어지며, 전체적으로 일을 한 것이 된다.

한 순환과정을 마치고 원래 상태로 되돌아 왔으므로 이 과정동안 기관의 내부에너지의 변화 {\displaystyle \Delta U=0}이 된다. 따라서 열역학 제1법칙에 의하면 한 순환과정동안 기관이 한일 {\displaystyle W}는 {\displaystyle Q_{H}-Q_{C}}와 같다. {\displaystyle N}개 이상의 단원자 이상기체를 작업물질로 할 때 {\displaystyle Q_{H}}와 {\displaystyle Q_{C}}는
{\displaystyle Q_{H}=NkT_{1}\ln {V_{2} \over V_{1}}\qquad (1)}
{\displaystyle Q_{C}=NkT_{2}\ln {V_{3} \over V_{4}}\qquad (2)}
가 된다. 여기서 {\displaystyle k}는 볼츠만 상수이다.

그러면 카르노 기관의 열 효율 {\displaystyle e_{c}}는
{\displaystyle e_{c}=1-{T_{2}\ln {V_{3} \over V_{4}} \over T_{1}\ln {V_{2} \over V_{1}}}\qquad (3)}
가 된다. 단열과정에서 온도와 부피사이의 관계식을 이용하면
{\displaystyle T_{1}V_{2}^{2 \over 3}=T_{2}V_{3}^{2 \over 3}\qquad (4)}
{\displaystyle T_{1}V_{1}^{2 \over 3}=T_{2}V_{4}^{2 \over 3}\qquad (5)}
이 성립한다. 두 식의 비를 이용하면
{\displaystyle {V_{2} \over V_{1}}={V_{3} \over V_{4}}\qquad (6)}
이 된다. 식 {\displaystyle (6)}을 식 {\displaystyle (1)}과 식 {\displaystyle (2)}에 대입하면
{\displaystyle {\frac {Q_{C}}{Q_{H}}}={\frac {T_{2}}{T_{1}}}\qquad (7)}
이 성립하고 따라서 카르노 기관의 열효율 {\displaystyle e_{c}}는
{\displaystyle e_{c}=1-{\frac {T_{2}}{T_{1}}}}
이 된다.
따라서 카르노 기관의 열효율은 저온부와 고온부의 온도에만 관계하며 저온부의 온도가 낮거나 고온부의 온도가 높을수록 열효율을 높일 수 있다. 카르노 기관은 이상적인 기관이므로 카르노 기관보다 열효율이 높은 기관은 존재할 수 없다. 또한 열효율이 1이 되려면 고온부의 온도가 무한대가 되거나 저온부의 온도가 0 K가 되어야 하는데 이는 있을 수 없으므로 카르노 기관의 열효율도 1이 되는 경우는 없다. 카르노 기관은 이상적인 가역 열기관으로 카르노 기관보다 열효율이 높은 기관은 있을 수 없으며 카르노 기관의 경우에도 열효율은 1보다 작은 것을 알 수 있다. 이것은 열역학 제1법칙으로 설명되지 않는 현상으로 켈빈은 다음과 같은 열역학 제2법칙을 제시하였다.
열역학 제2법칙: 한 열원으로부터 얻은 열을 모두 일로 바꿀 수는 없다.